# Nome (Alaska)

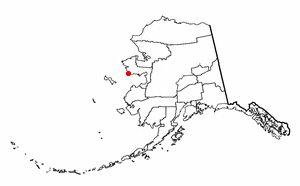
Lokalizacja na mapie stanu

Nome – miasto w zachodniej Alasce (Stany Zjednoczone), w okręgu niezorganizowanym, w obszarze spisowym Nome, na południowym wybrzeżu półwyspu Seward, nad Zatoką Nortona (Morze Beringa); 3,8 tys. mieszkańców (2004); 3639 mieszkańców (2023). Dawny i obecny ośrodek eksploatacji złota, obecnie handlowy i turystyczny.

## Historia
W czasie gorączki złota na przełomie XIX i XX wieku miasto Nome liczyło około 20 tys. mieszkańców. W 1925 roku zamieszkiwało je łącznie z górnikami z miejscowych kopalń i rdzennymi mieszkańcami nieco ponad 2,5 tys. ludzi, ale pozostało ono znaczącym miastem w regionie.
24 stycznia 1925 w Nome wybuchła epidemia dyfterytu. Zła pogoda uniemożliwiła użycie samolotu, więc szczepionka została dostarczona pociągiem z Anchorage do Nenana, a ostatni liczący ponad tysiąc kilometrów odcinek trasy miały przebyć psie zaprzęgi. Dwudziestu maszerów ze 150 psami zaprzęgowymi podjęło się próby dostarczenia szczepionki dla mieszkańców. Podczas wyprawy temperatury spadały w nocy do −40 °C, a przy uwzględnieniu siły wiatru temperatura odczuwalna wynosiła −65 °C. W pięć i pół dnia wymieniający się maszerzy pokonali trasę obliczoną na 13 dni (1085 km) stając się bohaterami Amerykanów. Do rangi symbolu został wyniesiony lider ostatniego dojeżdżającego do Nome zaprzęgu, kierowanego przez Gunnara Kassena - pies Balto. Stał się jednym z najsławniejszych psów tamtych czasów. Jego pomnik stoi w nowojorskim Central Parku. Faktycznie jednak najdłuższą i najtrudniejszą część trasy, m.in. przez zamarzniętą zatokę, pokonał zaprzęg, którym kierował Leonhard Seppala, a liderem był jego pies Togo, określany jako zapomniany bohater "wyścigu o życie".
Dla upamiętnienia tego wydarzenia, rokrocznie od 1973 roku na Alasce odbywa się jeden z najtrudniejszych i najbardziej prestiżowych wyścigów psich zaprzęgów, Iditarod Trail Sled Dog Race, którego meta znajduje się w Nome.